# Iban Iyanga
Randy, właśc. Iban Iyanga Travieso (ur. 2 czerwca 1987 w Las Palmas de Gran Canaria, Hiszpania) – piłkarz z Gwinei Równikowej, grający na pozycji pomocnika.

## Kariera klubowa
Karierę piłkarską Iyanga rozpoczął w klubie Acodetti. Później przeniósł się do UD Las Palmas, gdzie występował w drużynie juniorów, a w 2006 roku także w drugiej drużynie. W 2009 roku Iyanga awansował do pierwszej drużyny. Jak na razie Iyanga rozegrał w pierwszej drużynie zaledwie 8 spotkań i nie strzelił gola.
W 2009 roku Iyanga został wypożyczony na jeden sezon do CD Mirandés. W barwach tego klubu Iyanga rozegrał 29 spotkań i strzelił jednego gola.

## Kariera reprezentacyjna
W reprezentacji Gwinei Równikowej Iyanga zadebiutował 12 października 2010 roku w meczu z Botswaną. Dotychczas Iyanga rozegrał dla reprezentacji 5 spotkań i strzelił 2 gole.